# Lola Vice
Valerie Loureda (Miami, Florida; 19 de julio de 1998) es una luchadora profesional y  exartista marcial mixta estadounidense de ascendencia cubana. Actualmente está firmada con WWE bajo el nombre de Lola Vice, donde lucha en la marca NXT. Como peleadora de artes marciales mixtas, compitió en la división de peso mosca femenino de Bellator MMA.

## Primeros años
Loureda nació en Miami, Florida el 19 de julio de 1998. Es de ascendencia cubana.

## Carrera en artes marciales mixtas
Al hacer su debut en MMA, Loureda se enfrentó a Colby Fletcher el 16 de febrero de 2019 en Bellator 216. Ella ganó la pelea por nocaut técnico.
Loureda se enfrentó a Larkyn Dasch el 14 de junio de 2019 en Bellator 222. Ella ganó la pelea por decisión unánime.
Loureda se enfrentó a continuación a Tara Graff el 7 de agosto de 2020 en Bellator 243. Ella ganó la pelea por nocaut técnico.
Loureda estaba programada para enfrentar a Hannah Guy en Bellator 258 el 7 de mayo de 2021, pero fue trasladada a Bellator 259 el 21 de mayo. Perdió la pelea por decisión unánime.
Loureda se enfrentó a Taylor Turner el 12 de noviembre de 2021 en Bellator 271. Ella ganó la pelea por decisión dividida.

## Carrera de lucha libre profesional

### WWE (2022-presente)
En marzo de 2022, Loureda asistió a una prueba de WWE de tres días durante el fin de semana de WrestleMania 38. En agosto, fue contratada por WWE y reportada al WWE Performance Center.
El 12 de noviembre. Hizo su debut en el ring en un evento en vivo de NXT. El 6 de diciembre, Loureda anunció que su nuevo nombre en el ring sería Lola Vice.

## Campeonatos y logros
- WWE
  - NXT Women's Breakout Tournament (2023)

## Record en Artes Marciales Mixtas
| Registro profesional | Registro profesional | Registro profesional |
| 5 peleas             | 4 victorias          | 1 derrota            |
| -------------------- | -------------------- | -------------------- |
| Nocaut               | 2                    | 0                    |
| Decisión             | 2                    | 1                    |

| Resultado | Registro | Oponente       | Método              | Evento       | Fecha                   | Ronda | Tiempo | Localización            | Notas                    |
| --------- | -------- | -------------- | ------------------- | ------------ | ----------------------- | ----- | ------ | ----------------------- | ------------------------ |
| Victoria  | 4-1      | Taylor Turner  | Decisión (dividida) | Bellator 271 | 12 de noviembre de 2021 | 3     | 5:00   | Hollywood, Florida      | Peso cubierto (128 lbs). |
| Derrota   | 3-1      | Hannah Guy     | Decisión (unánime)  | Bellator 259 | 21 de mayo de 2021      | 3     | 5:00   | Uncasville, Connecticut |                          |
| Victoria  | 3–0      | Tara Graff     | KO (golpes)         | Bellator 243 | 7 de agosto de 2020     | 2     | 5:00   | Uncasville, Connecticut |                          |
| Victoria  | 2–0      | Larkyn Dasch   | Decisión (unánime)  | Bellator 222 | 14 de junio de 2019     | 3     | 5:00   | New York , New York     |                          |
| Victoria  | 1–0      | Colby Fletcher | TKO (golpes)        | Bellator 216 | 16 de febrero de 2019   | 1     | 2:55   | Uncasville, Connecticut | Debut en peso mosca.     |